# Comment faire de l'équitation
Pour plus de détails, voir Fiche technique et Distribution.
Comment faire de l'équitation ou Dingo fait de l'équitation (How to Ride a Horse) un court métrage d'animation américain  avec Dingo, réalisé par Jack Kinney et produit par les studios Disney, sorti en 1941 en tant que séquence du film Le Dragon récalcitrant puis en 1950 seul.

## Synopsis
Dingo nous montre, pour le meilleur et surtout le pire, tout ce qu'il y a connaître dans l'art de monter à cheval.

## Fiche technique
- Titre : Comment faire de l'équitation
- Autre titre : Dingo fait de l'équitation
- Titre québécois : Comment monter un cheval
- Titre original : How to Ride a Horse
- Série : Dingo / Comment... (How to...)
- Réalisation : Jack Kinney
- Scénario : Brice Mack, Dick Kinney
- Animation : Wolfgang Reitherman
- Production : Walt Disney
- Société de production : Walt Disney Productions
- Société de distribution : RKO Radio Pictures et Buena Vista Distribution
- Pays d'origine :  États-Unis
- Langue : Anglais
- Format : Couleur (Technicolor) - 35 mm - 1,37:1 - Son mono (RCA Sound System)
- Durée : 6 minutes
- Dates de sortie : 
  - États-Unis : 26 décembre 1941 (Le Dragon récalcitrant) ; 24 février 1950 (seul)[1]
  - France : 7 juillet 1947 (Le Dragon récalcitrant)

## Voix originales
- Pinto Colvig : Dingo
- John McLeish : Narrateur

## Voix françaises

### 1erdoublage (1964)
- Richard Francœur : le narrateur
- Jacques Dynam : Dingo
- Claude Bertrand : voix additionelle

### 2edoublage (exploité dansDingo et Donald champions Olympiques, 1972)
- Jacques Ciron : le narrateur

### 3edoublage (exploité dansLe Dragon récalcitrant, 1999)
- Yves-Marie Maurin : le narrateur

## Commentaires
- Au début des années 1940, Jack Kinney réalisateur chargé de la série de courts métrages avec Dingo propose une nouvelle évolution pour le personnage : il souhaite lui donner un rôle plus pédagogique et lui offrir ainsi une vaste source de scénarios[2]. Encouragé par Walt Disney, il met en chantier Comment faire de l'équitation, qui inaugure officiellement la sous-série des Comment... (How to...).
- Reprenant le principe de plusieurs films précédents (Le Planeur de Dingo, Leçon de ski et Dingo champion de boxe), le scénario est construit sur la contradiction entre le discours docte et assuré du narrateur John McLeish et sa mise en application loufoque par Dingo et sa monture, baptisée Percy[1]. Comme le fait remarquer Jack Kinney, cité par Flora O'Brien[3] et repris par John Grant[4], Dingo fait ici montre de « la plus ridicule façon de chevaucher depuis que l'homme a enjambé un canasson préhistorique ». Un autre élément d'humour est l'usage du « ralenti » pour officiellement décomposer le mouvement du jockey et de son cheval mais qui ici permet de voir encore plus de maladresses rendues imperceptible à vitesse normale[1].
- L'acteur Pinto Colvig est ici présenté comme la voix et les effets vocaux de Dingo mais en réalité l'acteur était absent des studios Disney depuis 1937 et pour pallier cela, les sons étaient repris des bandes sonores des courts métrages précédents[1],[5].

## Titre en  différentes langues
- Suède : Hur man rider, Jan Långben tar ridlektioner, Långben lär sig rida

Source : IMDb